# Красная Речка (Кировская область)
Красная Речка — посёлок в Нагорском районе Кировской области, входит в состав Кобринского сельского поселения.

## География
Находится на расстоянии примерно 65 километров по прямой на север-северо-восток от районного центра посёлка Нагорск.

## История
Основан в 1932 году как сезонный посёлок для ссыльных спецпереселенцев, назван по местной речке. В 1950 году в посёлке было 115 дворов и проживало 406 жителей.

## Население
| 2010 |
| ---- |
| 48   |

Постоянное население составляло 300 человек в 1989 году, 199 человек (русские 71 %) в 2002 году, 48 человек в 2010 году.